# Кунгур (Удмуртия)
Кунгур — деревня в Увинском районе Удмуртии, входит в Удугучинское сельское поселение. Находится в 36 км к северо-востоку от посёлка Ува и в 66 км к северо-западу от Ижевска.